# Jim Bridwell
Jim Bridwell soprannominato the bird (San Antonio, 29 luglio 1944 – Palm Desert, 16 febbraio 2018) è stato un alpinista e arrampicatore statunitense.

## Biografia

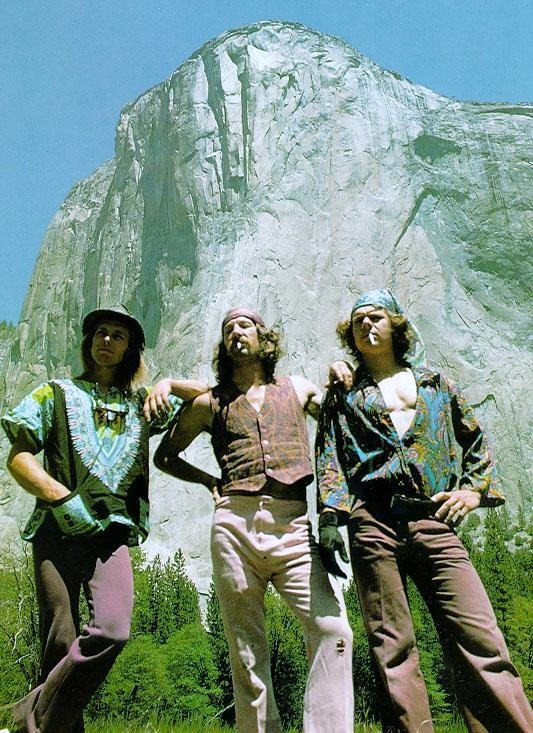
Billy Westbay, Jim Bridwell (al centro), e John Long dopo la prima ascensione in giornata di The Nose (El Capitan) nel 1975

Cominciò la sua attività alpinistica sin dal 1963 soprattutto nella Yosemite Valley, ma anche in Patagonia e Alaska, diventando guida alpina nel 1980. È noto per essersi spinto oltre gli standard dell'epoca dell'arrampicata libera e dell'arrampicata su Big Wall e, in tempi più recenti, dell'alpinismo, tant'è che negli anni settanta e ottanta del XX secolo le sue vie erano tra le più temute al mondo. Ha scritto articoli sull'arrampicata per le maggiori testate sportive.
Bridwell realizzò più di 100 prime ascensioni nella Yosemite Valley, oltre a compiere la prima ascensione in giornata della via The Nose su El Capitan il 26 maggio 1975 con John Long e Billy Westbay. Fondò il Gruppo di Ricerca e Soccorso dello Yosemite National Park (Yosemite National Park's Search and Rescue Team - YOSAR), e guidò molte operazioni di ricerca che divennero esemplari per le operazioni di soccorso alpino. Fu un promotore del cambiamento nelle tecniche d'arrampicata ed un grande innovatore/inventore di attrezzature finalizzate ad essa, come il copperhead ed il bird beak.
Negli ultimi anni di vita, i suoi amici fondarono l'associazione Help Jim Bridwell, per aiutare l'alpinista trovatosi in cattive condizioni di salute (a causa di un incidente) ed economiche.
Nel 2012, in occasione della schiodatura della Via del Compressore al Cerro Torre da parte degli alpinisti Hayden Kennedy e Jason Kruk, Jim Bridwell ha decisamente condannato il gesto.
Bridwell è morto il 16 febbraio 2018 per le complicanze dell'epatite C contratta in Borneo negli anni '80 mentre si faceva eseguire un tatuaggio.

## Principali ascensioni
Di seguito sono riportate, in ordine cronologico, le ascensioni più difficili che l'alpinista ha effettuato, o quelle che hanno segnato particolari tappe nella sua carriera in termini di esplorazione e di evoluzione dell'alpinismo. Sono tutte prime ascensioni, tranne dove indicato.
- 1963 Parete nord-est, Higher Cathedral Spire[1]
- 1964 Parete nord (5.10a), Middle Cathedral Rock, con Frank Sacharer, prima salita in libera[1]
- 1965 Entrance Exam (II 5.9), Arch Rock, Yosemite, CA, USA con Chuck Pratt, Chris Fredericks e Larry Marshik[6]
- 1966 Braille Book (III 5.8), Higher Cathedral Rock, Yosemite, CA, USA con Chris Fredericks, Joe Faint e Brian Berry[6]
- 1966 Snake dike (5.7), Half Dome, Yosemite, CA, USA[2]
- 1966 Diretta alla parete nord-ovest (VI 5.10 A3+, prima ripetizione), Half Dome, Yosemite, CA[1]
- 1967 Parete est (VI 5.9 A4), Higher Cathedral Rock, Yosemite, CA, USA con Chris Fredericks[7]
- 1967 Parete ovest (5.10c A3), Leaning Tower, prima salita in giornata[2]
- 1967 South Central (V 5.10a A2), Washington Column, Yosemite, CA, USA con Joe Faint[8]
- 1968 Triple Direct (VI 5.9 A2), El Capitan, Yosemite, CA, USA con Kim Schmitz[1][9]
- 1968 Salathe, El Capitan, Yosemite, CA, salita in tre giorni[1]
- 1970 New dimensions (5.11 o VII+), primo VII+ degli Stati Uniti[2]
- 1970 Vain Hope (V 5.7 A3), Ribbon Falls, Yosemite, CA, USA con Royal Robbins e Kim Schmitz[10]
- 1971 New Dimensions (5.11 A1), Arch Rock, Yosemite, CA, USA con Mark Klemens, primo 5.11 degli Stati Uniti[1][11]
- 1971 Aquarian Wall (VI 5.9 A4), El Capitan, Yosemite, CA, USA con Kim Schmitz[10]
- 1972 Basket Case (5.11), USA, con Mark Klemens, fino ad allora il più difficile off-width degli Stati Uniti[1]
- 1974 Freestone (5.11b), Geek Towers, Yosemite Falls, Yosemite, CA, USA[1][12]
- 1975 The Nose, El Capitan, Yosemite, CA, con John Long e Billy Westbay, prima salita in giornata (15 ore)[1]
- 1975 Wailing Wall (5.12), Tuolumne Meadows, CA, USA con Dale Bard e Rick Accomozo, secondo 5.12 degli Stati Uniti[1]
- 1975 Pacific Ocean Wall (VI 5.9 A4), El Capitan, Yosemite, CA, USA con Bill Westbay, Jay Fiske e Fred East[9]
- 1976 Gold Ribbon (VI 5.10 A3), Ribbon Falls, Yosemite, CA, USA con Mike Graham, in libera al 60%[1][10]
- 1976 Mirage (VI 5.9 A4+), El Capitan, Yosemite, CA, con Jim Pittigrew e Kim Schmitz[1]
- 1976 Via Normale, Mojon Rojo, gruppo del Cerro Torre, Patagonia, Argentina, con Bob Staszewski, Bok Killip e John Nitschke, prima salita della montagna[1]
- 1977 Bushido (VI 5.10 A4), Half Dome, Yosemite, CA, USA con Dale Bard[13]
- 1977 West Side Glory (VI 5.10 A4, ripetizione), El Capitan, Yosemite, CA, USA, con Kim Schmitz e Jim Pettigrew[1]
- 1978 Bob Locke memorial (VI 5.11b A4), Mount Watkins, CA, USA[2]
- 1978 Sea of Dreams (VI 5.9 A5), El Capitan, Yosemite, CA, USA con Dale Bard e Dave Diegelman[9]
- 1978 Zenith (VI 5.9 A4), Half Dome, Yosemite, CA, USA con Kim Schmitz[13]
- 1979 Via del Compressore, Cerro Torre, Patagonia, Argentina con Steven Brewer. Prima salita in stile alpino della montagna, durante la quale la cordata superò l'ultima lunghezza della via (oggi conosciuta come Lunghezza Bridwell) senza utilizzare chiodi a pressione, poiché questi erano stati precedentemente tolti da Cesare Maestri[5][14]
- 1979 Northwest Face, Kichatna Spire, Alaska Range, USA con Andy Embick, seconda salita della montagna[1][14]
- 1981 Zenyatta Mondatta (VI 5.7 A5), El Capitan, Yosemite, CA, USA con Peter Mayfield e Charlie Row[15]
- 1981 Dance of the Woo Li Masters, Parete est del Moose's Tooth, Ruth Gorge, Alaska, USA (VI 5.9 WI4+ A4, 1520 m) con Mugs Stump, via considerata il suo capolavoro, in cui salì un A4 ad una temperatura di -30 °C[2][16]
- 1982 Parete sud, Pumori, Nepal con Jan Reynolds e Ned Gilette, in inverno[1]
- 1982 Via Normale, Changtse III, Tibet, prima salita della montagna[1]
- 1985 Parete ovest, Everest, Nepal[1]
- 1985 The Big Chill (5.10 A5), Half Dome, Yosemite, CA, USA con Peter Mayfield, Sean Plunkett e Steve Bosque[1]
- 1988 Exocet (VI 5.9 WI5+), Cerro Standhardt, Patagonia, Argentina, con Greg Smith e Jay Smith, prima salita della montagna[2][17]
- 1988 El Condor (VI 5.11 A2), Aguja Desmochada, Patagonia, Argentina, con Greg Dunmire e Jay Smith, prima salita della montagna[2][18]
- 1989 Shadows (VI 5.10 A5), Half Dome, Yosemite, CA, USA con Charles Row, Cito Kirkpatrick, William Westbay[19]
- 1992 Via Heckmair (ripetizione), parete nord dell'Eiger, Svizzera[1]
- 1997 Wyoming Sheep Ranch (VI 5.8 A5, ripetizione), El Capitan, Yosemite, CA, USA con Giovanni Groaz
- 1998 Heavy Metal and Tinker Toys (VI 5.9 A5), El Capitan, Yosemite, CA, USA con Boulos Ayad e Tyson Hausoeffer[1]
- 1998 Plastic Surgery Disaster (VI 5.8 A5, ripetizione), El Capitan, Yosemite, CA, USA con Mark Bowling e Giovanni Groaz
- 1999 The Useless Emotion (VII 5.9 WI4 A4), The Bear's Tooth, Ruth Glacier, Alaska, USA con Terry Christensen, Glenn Dunmire, Brian Jonas e Brian McCray, 3-21 maggio[20]
- 1999 Odyssey, Grand Capucin (VI 5.8 A4), Monte Bianco, con Giovanni Groaz[1]
- 1999 Dark Star (VI 5.10 A5), El Capitan, Yosemite, CA, USA con Giovanni Groaz
- 2001 The Beast Pillar (VII 5.10b A5 WI4+ M6), Moose's Tooth, Ruth Gorge, Alaska, USA con Spencer Pfinsten, salita in 30 giorni in stile capsula[1]
- 2001 Welcome to Afghanistan (VI 5.9 A4), El Capitan, Yosemite, CA, USA con Giovanni Groaz
- 2002 Pointless Connection (VI 5.9 A4+), Yosemite Pointless, Yosemite, CA, USA con Giovanni Groaz
- 2004 Old Guides Variation (VI 5.8 A3), El Capitan, Yosemite, CA, USA con Jackson Marsten e Giovanni Groaz

## Pubblicazioni

### Libri
- (EN)  Steve Roper, Climber's Guide to Yosemite Valley, San Francisco, USA, Sierra Club Books, 1971, ISBN 978-0-87156-048-3.
- (EN)  Jim Bridwell e Michael Strassman, Climbing Big Walls, Merrillville, USA, ICS Books, 1990, ISBN 0-934802-59-9.
- (EN)  Don Reid, Yosemite Climbs: Big Walls, Evergreen, USA, Chockstone Press Press, 1993, ISBN 0-934641-54-4.
- (EN)  Jim Bridwell e Dougald MacDonald, Largo's Apprenticeship in The Best of Rock & Ice: An Anthology, Seattle, USA, The Mountaineers Books, 1999, ISBN 0-89886-665-0.
- (EN)  John Long, Long on Adventure, Falcon Publishing, 2000, ISBN 978-1-56044-985-0.
- Jim Bridwell, Michele Radici, Giovanni Groaz, The Bird, Versante Sud, 2008, ISBN 978-8887890761.

### Articoli
- (EN)  Jim Bridwell, Brave New World, in Mountain, n. 1973, United Kingdom, Ken Wilson.
- (EN)  Jim Bridwell, The Bear's Tooth: Teaching the new dogs old tricks, in The American Alpine Journal, vol. 42, n. 74, New York, NY USA, American Alpine Club, 2000,  pp. 37–45, ISBN 978-0-930410-87-2.
- (EN)  Jim Bridwell, Bird's Eye View, in Alpinist, vol. 18, Inverno 2006–2007, Jackson WY USA, Alpinist Magazine, 27 novembre 2006. URL consultato il 19 gennaio 2014.
- Bridwell, Jim, Jim Bridwell, il punto di vista sul Cerro Torre, su planetmountain.com, 13 marzo 2012. URL consultato il 19 gennaio 2014.

## Filmografia
- Jim Bridwell - The Yosemite Living Legend, su vivaldaeditori.it. URL consultato il 16 febbraio 2013.